# Lebinthus yaeyamensis
Lebinthus yaeyamensis är en insektsart som beskrevs av Oshiro 1996. Lebinthus yaeyamensis ingår i släktet Lebinthus och familjen syrsor. Inga underarter finns listade i Catalogue of Life.